# باسم المنتشري
باسم المنتشري مواليد 18 سبتمبر 1990 في السعودية، هو لاعب كرة قدم سعودي يلعب لنادي الاتحاد السعودي كمدافع. بدأ باسم المنتشري مسيرته الرياضية عام 2010.

## الحياة الشخصية
هو شقيق اللاعب الدولي السابق حمد المنتشري و اللاعب ياسر المنتشري .

## الجوائز والإنجازات

### الإنجازات مع النادي أو المنتخب
| النادي أو المنتخب | البطولة                           | مرات الفوز | الأعوام أو المواسم |
| ----------------- | --------------------------------- | ---------- | ------------------ |
| الاتحاد السعودي   | كأس خادم الحرمين الشريفين للأبطال | 1          | 2013               |

## روابط خارجية
- باسم المنتشري على موقع Soccerway.com (الإنجليزية)
- باسم المنتشري على موقع كووورة